# Aharon Ofri
Aharon Ofri; (* 13. März 1920 in Bratislava; † 1989) war ein israelischer Diplomat.

## Leben
Aharon Ofri studierte an der Academy for Commerce in Bratislava. 1939 kam er nach Palästina und wurde 1941 Mitglied in einem Kibbuz. Später ging im Auftrag der Jewish Agency nach Europa, um „Aliyah B“ zu organisieren. Von 1941 bis 1948 wor Ofri Vertreter der Jewish Agency in Prag und Paris. Von 1948 bis 1950 organisierte er die Auswanderung von polnischen Juden in Lager in Deutschland. 1952 wurde er vom israelischen Innenministerium zum District Officer ernannt.
Aharon Ofri studierte an der hebräischen Universität in Jerusalem.
1961 leitete Aharon Ofri als Botschaftssekretär erster Klasse die Konsularabteilung der Botschaft in Rio de Janeiro.
Aharon Ofri überreichte am 10. Juli 1968 als israelischer Botschafter in Uganda sein Beglaubigungsschreiben an die Regierung von Milton Obote. Während seiner Amtszeit in Uganda war Ofri auch bei den Regierungen in Ruanda und Burundi und akkreditiert.
Aharon Ofri war verheiratet und hatte zwei Söhne.
1989 gründete MASHAV (israelische Entwicklungszusammenarbeit) das Aharon Ofri International Training Center im Kibbuz Ramat Rachel bei Jerusalem.
| Vorgänger     | Amt                                                                | Nachfolger  |
| ------------- | ------------------------------------------------------------------ | ----------- |
| —             | israelischer Botschafter in der zentralafrikanischen Republik 1966 | —           |
| Uriel Lubrani | israelischer Botschafter in Kampala 10. Juli 1968 bis 1971         | Daniel Laor |
| —             | israelischer Botschafter in Montevideo 1977                        | —           |